# Henri-Othon Kratz
Pour les articles homonymes, voir Kratz.
Henri Othon Guillaume Kratz dit aussi Henri Kratz-Boussac, né le 10 juin 1859 à Werdorf (canton de Wetzlar, Grand-duché de Hesse) et mort le 31 mai 1940, à Paris 16e, est un ingénieur civil et industriel français, spécialisé dans la vente d’inventions pratiques et de jouets. Il a fondé une importante usine en Normandie avant 1900, qui fonctionna jusqu’en 1983.
Sa marque de jouets, Euréka, fut très active active entre les années 1890 et les années 1960.

## Histoire
Fils du professeur Conrad Wilhelm Kratz et de Catherine Jacobine Sauer, Henri épouse à Paris le 30 août 1883, Marie Berthe Augustine Boussac (1863-1884).
La même année, Henri Othon Kratz-Boussac, ingénieur et négociant, inaugure à Paris, au 34 rue du Château-d'Eau, « La Société des inventions brevetées ». Dans un premier temps, il est associé à Paul Oudin, avec lequel il dépose une grande quantité de brevets, qu'il met en fabrication et commercialise sous la forme de produits : des instruments médicaux, des jouets, entre autres à base de caoutchouc, de carton et de métal, ou des articles de vie pratique. Ces objets sont d'abord vendus sous la marque « K-B Paris », qui se propose comme la « maison des spécialités brevetées ». L'un de ses premiers succès est le « Livre d'images parlantes pour amuser les chers bébés », premier livre parlant de l'histoire, adapté d'un brevet allemand de Theodore Brand (1878) qui utilisait des soufflets imitant les cris des animaux. Il ouvre un premier atelier rue Saint-Sabin puis un second à Saint-Ouen. Le siège déménage au 3 rue Saint-Laurent vers 1890. Durant les dix premières années, Kratz-Boussac dépose encore de nombreux brevets et licences. Un premier catalogue est publié proposant des jeux divers (de société, de salon), des farces et attrapes, des gadgets, des inventions pratiques comme la pile électrique sèche, la givrine, l'allume-gaz automatique, la canne-lampe électrique, le couteau-revolver, la pharmacie de poche, le compteur taximètre, etc. Parmi ces objets, l'Euréka, un cadenas de sûreté qui se referme automatiquement. L'un de ses produits phares, promu en 1889 durant l'exposition universelle de Paris, est la carabine à air comprimé qui exploite là aussi un brevet, américain cette fois, signée en 1886, dont le modèle pour enfants est copié sur la Winchester. En 1892, l'entreprise de Kratz-Boussac a pour clients Le Bon Marché, les Grands Magasins du Louvre, le Bazar Bonne-Nouvelle, le Bazar de l'Hôtel de Ville, et donne dans l'exportation.
Il épouse en secondes noces Jeanne Junon (1861-1939) dont il aura au moins deux enfants : un fils, Maxime, né en 1898 ; et une fille, Jane.
La Société des inventions brevetées se qualifie en 1897 de « premier établissement du monde spécialement organisé pour l’exploitation & la propagande des inventions utiles, agréables & pratiques ». La presse scientifique grand-public de son côté appelle ces produits les « petites inventions ». Kratz-Boussac développe la marque Euréka à ce moment-là, en rapport à une gamme de jouets éducatifs de plus en plus importante, ce secteur devenant sans doute son cœur de métier. Exportant massivement, il ouvre, non loin des ports maritimes, une nouvelle usine en Normandie, à Eu avant 1897. L'usine est transférée en 1903 dans la vallée d'Andelle, entre Pont-Saint-Pierre et Douville-sur-Andelle, dans une ancienne usine textile qu'il fait moderniser, et profite de la force hydraulique de l'Eure, lui permettant d'actionner des machines à emboutir et meuler le métal et à travailler le bois. Le siège parisien est désormais au 14 rue Martel, où il demeurera encore dans les années 1930. Elle participe dès 1901 au Concours Lépine, l'exposition des jouets et articles de Paris. D'autres gammes de jouets apparaissent sous les marques « Les inventions pratiques » et « Les inventions nouvelles ».
Parmi les produits du catalogue, l'on trouve des mini-phonographes à pavillon de marque K-B Euréka vendus avec des disques en cire dure 16 tours. En 1903, une firme allemande de confiserie, Stollwerck (en), a commercialisé des disques en chocolat noir destinés aux enfants, écoutables puis mangeables. Cette firme passa un accord avec le fabricant français qui fournissait les petits phonographes Euréka.
Il est naturalisé français le 13 juin 1904. La même année il est nommé président de la Société générale des compteurs de voitures taximètres ; il fut également président du conseil d'administration de la Société « Loréïd », développeur français du cuir artificiel. En décembre 1906, Henri-Othon Kratz-Boussac a droit à son portrait en une de La Justice, qui le décrit en termes élogieux et rappelle la popularité de ses produits et les nombreux prix récoltés lors des expositions internationales. Il est élu maire de Douville-sur-Andelle en 1908, jusqu'en 1916. Il est nommé chevalier de la Légion d'honneur le 12 novembre 1909. En décembre 1915, en pleine guerre, il est victime de calomnies colportées par Léon Daudet à travers L'Action française qui rappelle ses origines allemandes,, lorsque sa fille, Jane, épouse le capitaine Albert Eugène Guérin, fils du sénateur Eugène Guérin. Cette méchante affaire conduira son fils Maxime, âgé de 17 ans, à s'engager dans les combats ; il meurt pour la France le 30 avril 1917 au Boyau de Condé sur le front de la Marne.
Dans les années 1920, soutenus par une campagne de publicité illustrée par Francisque Poulbot, les voitures à rameur, les voitures à pédales et les jeux de tir Euréka constituent les deux secteurs phares de la production même si la société commercialise depuis le début du XXe siècle une multitude de jeux et jouets en bois et métal, des plus simples aux plus élaborés tels que cerceaux, diabolos (interdits dans Paris en 1907), bilboquets, gyroscopes, petits-chevaux, patinettes, rameurs à roulettes, petits bateaux à pédales... En 1933, l'usine compte 250 employés.
Le 16 janvier 1934, il est nommé officier de la Légion d'honneur. En 1938, il fit un don de 15 000 francs pour la construction de la deuxième classe de l'école communale de Douville-sur-Andelle. Le conseil municipal nomme alors le groupe scolaire « Henri-Kratz ».
Après son décès en mai 1940, les ralentissements de la guerre, son usine normande connaît l’embellie des années 1950, mais la décennie suivante voit la régression des jeux de tir, et en 1972, la fabrication des voitures à pédales est arrêtée. En 1975, la société intègre la division jouets des Charbonnages de France, puis revend Euréka à Normandy-Sport en 1977, qui décide de fermer l'usine en 1983.
Sur le marché des collectionneurs de jouets et de jeux, les marques K-B et Euréka sont assez recherchées ; les objets restés en bon état demeurent rares.